# Ruduša
Ruduša je područje u neposrednoj blizini grada Sinja. Nalazi se sa zapadne strane grada. Na tom području se nalazila nekadašnja tvornica opeka. Također se tu nalazi velika 110 kV trafo - stanica. 
U neposrednoj blizini se nalazi i vojarna Ban Petar Berislavić.

### Poznati događaji
Dana 26. kolovoza 1941. na tom području strijeljana su 24 zarobljena pripadnika Prvog splitskog odreda. Zarobljeni su bili u selu Košute, 14. kolovoza. Na mjestu strijeljanja, podignut je spomenik.